# میشا باکالینیکوف
میشا باکالینیکوف (روسی: Михаил Романович Бакалейников؛ ‏ ۱۰ نوامبر ۱۸۹۰ – ۱۰ اوت ۱۹۶۰) موسیقی‌دان و آهنگساز اهل روسیه - آمریکا بوده است.

## فیلم‌شناسی
- گربه‌های جهنمی نیروی دریایی
- روز بیست و هفتم
- آریزونا
- فضیلت
- گرگینه
- پاها به جلو

## مرگ
باکالاینیکوف عضو یک لژ ماسونی بود. در مراسم تشییع جنازه او در سال ۱۹۶۰، موسیقی توسط یک گروه زهی از کلمبیا پخش شد. او در سن ۶۹ سالگی درگذشت و همسرش ایوون (با نام خانوادگی ویلسون) و چهار فرزندشان از او به یادگار ماند. او قبلاً با هلن گیلبرت هنرپیشه ازدواج کرده بود.